# Collonges-lès-Premières
Pour les articles homonymes, voir Collonges.
Collonges-lès-Premières est une ancienne commune française située dans le département de la Côte-d'Or, en région Bourgogne-Franche-Comté.
La commune fusionne le 28 février 2019 avec Premières pour former la nouvelle commune de Collonges-et-Premières.

## Géographie

### Climat
Pour des articles plus généraux, voir Climat de la Bourgogne-Franche-Comté et Climat de la Côte-d'Or.
En 2010, le climat de la commune est de type climat des marges montargnardes, selon une étude du Centre national de la recherche scientifique s'appuyant sur une série de données couvrant la période 1971-2000. En 2020, Météo-France publie une typologie des climats de la France métropolitaine dans laquelle la commune est exposée à un climat semi-continental et est dans la région climatique  Bourgogne, vallée de la Saône, caractérisée par un bon ensoleillement (1 900 h/an), un été chaud (18,5 °C), un air sec au printemps et en été et des vents faibles. 
Pour la période 1971-2000, la température annuelle moyenne est de 10,7 °C, avec une amplitude thermique annuelle de 17,8 °C. Le cumul annuel moyen de précipitations est de 817 mm, avec 11,1 jours de précipitations en janvier et 7,9 jours en juillet. Pour la période 1991-2020, la température moyenne annuelle observée sur la station météorologique de Météo-France la plus proche, « Dijon-Longvic », sur la commune d'Ouges à 15 km à vol d'oiseau, est de 11,4 °C et le cumul annuel moyen de précipitations est de 743,4 mm,. Pour l'avenir, les paramètres climatiques de la commune estimés pour 2050 selon différents scénarios d'émission de gaz à effet de serre sont consultables sur un site dédié publié par Météo-France en novembre 2022.

## Toponymie
Le paysan libre obtenait le droit de s'établir dans une colonica dont il était le colon.

Dès le VIIIe siècle sont apparues des colonicæ.

## Politique et administration
| Période | Période  | Identité       | Étiquette | Qualité |
| ------- | -------- | -------------- | --------- | ------- |
| 2019    | En cours | Philippe Petit |           |         |

| Période                                  | Période   | Identité             | Étiquette | Qualité |
| ---------------------------------------- | --------- | -------------------- | --------- | ------- |
| Les données manquantes sont à compléter. |           |                      |           |         |
| mars 2001                                | mars 2008 | Yvette Rousseau      | MDC       |         |
| mars 2008                                | 2014      | Jean-Emmanuel Rollin |           |         |
| mars 2014                                | 2019      | Philippe Petit       |           |         |

## Démographie
L'évolution du nombre d'habitants est connue à travers les recensements de la population effectués dans la commune depuis 1793. Pour les communes de moins de 10 000 habitants, une enquête de recensement portant sur toute la population est réalisée tous les cinq ans, les populations de référence des années intermédiaires étant quant à elles estimées par interpolation ou extrapolation. Pour la commune, le premier recensement exhaustif entrant dans le cadre du nouveau dispositif a été réalisé en 2005.

En 2017, la commune comptait 896 habitants, en évolution de +16,67 % par rapport à 2011 (Côte-d'Or : +0,82 %, France hors Mayotte : +2,11 %).
| 1793 | 1800 | 1806 | 1821 | 1831 | 1836 | 1841 | 1846 | 1851 |
| ---- | ---- | ---- | ---- | ---- | ---- | ---- | ---- | ---- |
| 167  | 155  | 171  | 175  | 181  | 184  | 197  | 214  | 233  |

| 1856 | 1861 | 1866 | 1872 | 1876 | 1881 | 1886 | 1891 | 1896 |
| ---- | ---- | ---- | ---- | ---- | ---- | ---- | ---- | ---- |
| 280  | 296  | 298  | 303  | 280  | 258  | 252  | 245  | 279  |

| 1901 | 1906 | 1911 | 1921 | 1926 | 1931 | 1936 | 1946 | 1954 |
| ---- | ---- | ---- | ---- | ---- | ---- | ---- | ---- | ---- |
| 249  | 243  | 247  | 225  | 237  | 333  | 320  | 285  | 382  |

| 1962 | 1968 | 1975 | 1982 | 1990 | 1999 | 2005 | 2006 | 2010 |
| ---- | ---- | ---- | ---- | ---- | ---- | ---- | ---- | ---- |
| 326  | 335  | 306  | 427  | 655  | 663  | 799  | 793  | 769  |

| 2015 | 2017 | - | - | - | - | - | - | - |
| ---- | ---- | - | - | - | - | - | - | - |
| 875  | 896  | - | - | - | - | - | - | - |

## Culture locale et patrimoine

### Héraldique
| Blason | Blasonnement : Écartelé : au 1er et au 4e d'argent aux deux écots de gueules passés en sautoir, au 2e et au 3e aussi de gueules à la fasce nébulée de sable et d'or. |